# William Thomas Redmond
William Thomas Redmond (ur. 28 stycznia 1955 w Chicago, Illinois) – amerykański polityk, członek Partii Republikańskiej.
W latach 1997–1999 był przedstawicielem trzeciego okręgu wyborczego w stanie Nowy Meksyk w Izbie Reprezentantów Stanów Zjednoczonych.